# Stanley-Cup-Playoffs 1980
Die Playoffs um den Stanley Cup des Jahres 1980 begannen am 8. April 1980 und endeten am 24. Mai 1980 mit dem 4:2-Sieg der New York Islanders gegen die Philadelphia Flyers. Die Islanders gewannen damit bei ihrer ersten Finalteilnahme ihren ersten Stanley Cup und stellten mit Bryan Trottier sowohl den Topscorer als auch den mit der Conn Smythe Trophy ausgezeichneten Most Valuable Player dieser post-season. Zudem war dieser Erfolg der erste einer Serie von vier Stanley-Cup-Siegen in Folge für die Islanders, während sie zugleich die Ära der Canadiens de Montréal beendeten, die in den letzten vier Jahren jeweils siegreich aus den Playoffs hervorgegangen waren. Die Philadelphia Flyers hingegen mussten in ihrem vierten Finale die zweite Niederlage hinnehmen, zuletzt verloren sie 1976 gegen Montréal.
Ferner gewannen mit den Schweden Anders Kallur und Stefan Persson erstmals zwei in Europa ausgebildete Spieler den Stanley Cup.

## Modus
Die 16 für die Playoffs qualifizierten Teams wurden entsprechend ihrer Leistung in der regulären Saison (meiste Punkte; bei Gleichstand meiste Siege) gesetzt. In der ersten Runde traf die am höchsten gesetzte Mannschaft (1) auf die am niedrigsten gesetzte (16), dementsprechend die zweite auf die an Position 15 gesetzte usw. Nach diesem System wurden auch die Begegnungen der zweiten und dritten Runde bestimmt.
Die Serien der ersten Runde werden im Best-of-Five-, die Serien aller folgenden Runden im Best-of-Seven-Modus ausgespielt, das heißt, dass ein Team ab der zweiten Runde vier Siege zum Weiterkommen benötigt; in der ersten Runde drei. Das höher gesetzte Team hat dabei in den ersten beiden Spielen Heimrecht, die nächsten beiden das gegnerische Team. Sollte bis dahin kein Sieger aus der Runde hervorgegangen sein, wechselt das Heimrecht von Spiel zu Spiel. So hat die höher gesetzte Mannschaft in den Spielen 1, 2, 5 und 7, also vier der maximal sieben Spiele, einen Heimvorteil.
Bei Spielen, die nach der regulären Spielzeit von 60 Minuten unentschieden bleiben, folgt die Overtime. Sie endet durch das erste erzielte Tor (Sudden Death).

## Qualifizierte Teams
| - (1) Philadelphia Flyers - (2) Buffalo Sabres - (3) Canadiens de Montréal - (4) Boston Bruins - (5) New York Islanders - (6) Minnesota North Stars - (7) Chicago Black Hawks - (8) New York Rangers | - (9) Atlanta Flames - (10) St. Louis Blues - (11) Toronto Maple Leafs - (12) Los Angeles Kings - (13) Pittsburgh Penguins - (14) Hartford Whalers - (15) Vancouver Canucks - (16) Edmonton Oilers |

## Playoff-Baum
|  | Achtelfinale                                                          | Achtelfinale          | Achtelfinale       |   | Viertelfinale         | Viertelfinale | Viertelfinale |  | Halbfinale | Halbfinale | Halbfinale |  |  | Stanley-Cup-Finale | Stanley-Cup-Finale | Stanley-Cup-Finale |
|  |                                                                       |                       |                    |   |                       |               |               |  |            |            |            |  |  |                    |                    |                    |
|  | 1                                                                     | Philadelphia Flyers   | 3                  |   |                       |               |               |  |            |            |            |  |  |                    |                    |                    |
|  | 16                                                                    | Edmonton Oilers       | 0                  |   |                       |               |               |  |            |            |            |  |  |                    |                    |                    |
|  | 16                                                                    | Edmonton Oilers       | 0                  | 1 | Philadelphia Flyers   | 4             |               |  |            |            |            |  |  |                    |                    |                    |
|  |                                                                       |                       |                    | 1 | Philadelphia Flyers   | 4             |               |  |            |            |            |  |  |                    |                    |                    |
|  | 8                                                                     | New York Rangers      | 1                  |   |                       |               |               |  |            |            |            |  |  |                    |                    |                    |
|  | 8                                                                     | New York Rangers      | 1                  | 2 | Buffalo Sabres        | 3             |               |  |            |            |            |  |  |                    |                    |                    |
|  |                                                                       |                       |                    | 2 | Buffalo Sabres        | 3             |               |  |            |            |            |  |  |                    |                    |                    |
|  | 15                                                                    | Vancouver Canucks     | 1                  |   |                       |               |               |  |            |            |            |  |  |                    |                    |                    |
|  | 15                                                                    | Vancouver Canucks     | 1                  | 1 | Philadelphia Flyers   | 4             |               |  |            |            |            |  |  |                    |                    |                    |
|  |                                                                       |                       |                    |   |                       |               |               |  |            |            |            |  |  |                    |                    |                    |
|  | 6                                                                     | Minnesota North Stars | 1                  |   |                       |               |               |  |            |            |            |  |  |                    |                    |                    |
|  | 6                                                                     | Minnesota North Stars | 1                  | 3 | Canadiens de Montréal | 3             |               |  |            |            |            |  |  |                    |                    |                    |
|  |                                                                       |                       |                    | 3 | Canadiens de Montréal | 3             |               |  |            |            |            |  |  |                    |                    |                    |
|  | 14                                                                    | Hartford Whalers      | 0                  |   |                       |               |               |  |            |            |            |  |  |                    |                    |                    |
|  | 14                                                                    | Hartford Whalers      | 0                  | 2 | Buffalo Sabres        | 4             |               |  |            |            |            |  |  |                    |                    |                    |
|  |                                                                       |                       |                    | 2 | Buffalo Sabres        | 4             |               |  |            |            |            |  |  |                    |                    |                    |
|  | 7                                                                     | Chicago Black Hawks   | 0                  |   |                       |               |               |  |            |            |            |  |  |                    |                    |                    |
|  | 7                                                                     | Chicago Black Hawks   | 0                  | 4 | Boston Bruins         | 3             |               |  |            |            |            |  |  |                    |                    |                    |
|  |                                                                       |                       |                    | 4 | Boston Bruins         | 3             |               |  |            |            |            |  |  |                    |                    |                    |
|  | 13                                                                    | Pittsburgh Penguins   | 2                  |   |                       |               |               |  |            |            |            |  |  |                    |                    |                    |
|  | 13                                                                    | Pittsburgh Penguins   | 2                  | 1 | Philadelphia Flyers   | 2             |               |  |            |            |            |  |  |                    |                    |                    |
|  | (Die Teams wurden nach der ersten und der zweiten Runde neu gesetzt.) |                       |                    | 1 | Philadelphia Flyers   | 2             |               |  |            |            |            |  |  |                    |                    |                    |
|  |                                                                       | 5                     | New York Islanders | 4 |                       |               |               |  |            |            |            |  |  |                    |                    |                    |
|  | 5                                                                     | 5                     | New York Islanders | 4 | New York Islanders    | 3             |               |  |            |            |            |  |  |                    |                    |                    |
|  | 5                                                                     |                       |                    |   | New York Islanders    | 3             |               |  |            |            |            |  |  |                    |                    |                    |
|  | 12                                                                    | Los Angeles Kings     | 1                  |   |                       |               |               |  |            |            |            |  |  |                    |                    |                    |
|  | 12                                                                    | Los Angeles Kings     | 1                  | 3 | Canadiens de Montréal | 3             |               |  |            |            |            |  |  |                    |                    |                    |
|  |                                                                       |                       |                    | 3 | Canadiens de Montréal | 3             |               |  |            |            |            |  |  |                    |                    |                    |
|  | 6                                                                     | Minnesota North Stars | 4                  |   |                       |               |               |  |            |            |            |  |  |                    |                    |                    |
|  | 6                                                                     | Minnesota North Stars | 4                  | 6 | Minnesota North Stars | 3             |               |  |            |            |            |  |  |                    |                    |                    |
|  |                                                                       |                       |                    | 6 | Minnesota North Stars | 3             |               |  |            |            |            |  |  |                    |                    |                    |
|  | 11                                                                    | Toronto Maple Leafs   | 0                  |   |                       |               |               |  |            |            |            |  |  |                    |                    |                    |
|  | 11                                                                    | Toronto Maple Leafs   | 0                  | 2 | Buffalo Sabres        | 2             |               |  |            |            |            |  |  |                    |                    |                    |
|  |                                                                       |                       |                    |   |                       |               |               |  |            |            |            |  |  |                    |                    |                    |
|  | 5                                                                     | New York Islanders    | 4                  |   |                       |               |               |  |            |            |            |  |  |                    |                    |                    |
|  | 5                                                                     | New York Islanders    | 4                  | 7 | Chicago Black Hawks   | 3             |               |  |            |            |            |  |  |                    |                    |                    |
|  |                                                                       |                       |                    | 7 | Chicago Black Hawks   | 3             |               |  |            |            |            |  |  |                    |                    |                    |
|  | 10                                                                    | St. Louis Blues       | 0                  |   |                       |               |               |  |            |            |            |  |  |                    |                    |                    |
|  | 10                                                                    | St. Louis Blues       | 0                  | 4 | Boston Bruins         | 1             |               |  |            |            |            |  |  |                    |                    |                    |
|  |                                                                       |                       |                    | 4 | Boston Bruins         | 1             |               |  |            |            |            |  |  |                    |                    |                    |
|  | 5                                                                     | New York Islanders    | 4                  |   |                       |               |               |  |            |            |            |  |  |                    |                    |                    |
|  | 5                                                                     | New York Islanders    | 4                  | 8 | New York Rangers      | 3             |               |  |            |            |            |  |  |                    |                    |                    |
|  |                                                                       |                       |                    | 8 | New York Rangers      | 3             |               |  |            |            |            |  |  |                    |                    |                    |
|  | 9                                                                     | Atlanta Flames        | 1                  |   |                       |               |               |  |            |            |            |  |  |                    |                    |                    |

## Achtelfinale

### (1) Philadelphia Flyers – (16) Edmonton Oilers
| 8. April 1980 | Philadelphia Flyers Paul Holmgren (0:56) Reggie Leach (6:19) Rick MacLeish (58:41) Bobby Clarke (68:06) | 4:3 n. V. (2:2, 0:0, 1:1, 1:0) Spielbericht Stand: 1:0 | Edmonton Oilers Dave Lumley (14:09) Wayne Gretzky (16:01) Don Murdoch (48:09) | The Spectrum, Philadelphia, Pennsylvania Zuschauer: 17.077 |

| 9. April 1980 | Philadelphia Flyers Behn Wilson (13:32) Bobby Clarke (24:08) Paul Holmgren (48:26) Reggie Leach (50:05) Tom Gorence (59:33) | 5:1 (1:1, 1:0, 3:0) Spielbericht Stand: 2:0 | Edmonton Oilers Don Murdoch (1:14) | The Spectrum, Philadelphia, Pennsylvania Zuschauer: 17.077 |

| 11. April 1980 | Edmonton Oilers Wayne Gretzky (15:55) Mark Messier (17:16) | 2:3 n. V. (2:0, 0:1, 0:1, 0:0, 0:1) Spielbericht Stand: 0:3 | Philadelphia Flyers Behn Wilson (24:24) Brian Propp (47:03) Ken Linseman (83:56) | Northlands Coliseum, Edmonton, Alberta Zuschauer: 15.423 |

### (2) Buffalo Sabres – (15) Vancouver Canucks
| 8. April 1980 | Buffalo Sabres Derek Smith (4:20) Don Luce (33:21) | 2:1 (1:0, 1:0, 0:1) Spielbericht Stand: 1:0 | Vancouver Canucks Brent Ashton (56:42) | Buffalo Memorial Auditorium, Buffalo, New York Zuschauer: 16.433 |

| 9. April 1980 | Buffalo Sabres Mike Ramsey (3:31) Rick Martin (9:51) Gilbert Perreault (16:54) Richie Dunn (19:59) Ric Seiling (26:05) Rick Martin (36:31) | 6:0 (4:0, 2:0, 0:0) Spielbericht Stand: 2:0 | Vancouver Canucks | Buffalo Memorial Auditorium, Buffalo, New York Zuschauer: 16.433 |

| 11. April 1980 | Vancouver Canucks Bob Manno (4:41) Gary Lupul (7:06) Darcy Rota (16:17) Kevin McCarthy (19:50) Per-Olov Brasar (43:38) | 5:4 (4:1, 0:1, 1:2) Spielbericht Stand: 1:2 | Buffalo Sabres Danny Gare (15:29) Derek Smith (22:08) Tony McKegney (57:46) Rick Martin (58:48) | Pacific Coliseum, Vancouver, British Columbia Zuschauer: 13.333 |

| 12. April 1980 | Vancouver Canucks Darcy Rota (24:42) | 1:3 (0:1, 1:0, 0:2) Spielbericht Stand: 1:3 | Buffalo Sabres Rick Martin (15:24) Gilbert Perreault (42:04) Ric Seiling (59:41) | Pacific Coliseum, Vancouver, British Columbia Zuschauer: 12.307 |

### (3) Canadiens de Montréal – (14) Hartford Whalers
| 8. April 1980 | Canadiens de Montréal Yvon Lambert (5:50) Brian Engblom (15:52) Rick Chartraw (31:59) Guy Lafleur (33:59) Yvon Lambert (50:27) Steve Shutt (53:15) | 6:1 (2:0, 2:0, 2:1) Spielbericht Stand: 1:0 | Hartford Whalers Mark Howe (55:01) | Forum de Montréal, Montréal, Québec Zuschauer: 15.992 |

| 9. April 1980 | Canadiens de Montréal Doug Jarvis (0:30) Réjean Houle (1:20) Yvon Lambert (16:32) Gaston Gingras (21:33) Bob Gainey (26:46) Yvon Lambert (32:45) Steve Shutt (33:53) Guy Lafleur (39:49) | 8:4 (3:0, 5:2, 0:2) Spielbericht Stand: 2:0 | Hartford Whalers Ray Neufeld (26:22) Gordie Roberts (31:26) Marty Howe (45:55) Gordie Howe (53:59) | Forum de Montréal, Montréal, Québec Zuschauer: 15.242 |

| 11. April 1980 | Hartford Whalers Pat Boutette (7:03) Tom Rowe (21:27) Tom Rowe (48:04) | 3:4 n. V. (1:1, 1:1, 1:1, 0:1) Spielbericht Stand: 0:3 | Canadiens de Montréal Guy Lafleur (12:17) Yvon Lambert (25:03) Réjean Houle (42:58) Yvon Lambert (60:29) | Hartford Civic Center, Hartford, Connecticut Zuschauer: 14.460 |

### (4) Boston Bruins – (13) Pittsburgh Penguins
| 8. April 1980 | Boston Bruins Terry O’Reilly (53:44) Craig MacTavish (58:47) | 2:4 (0:0, 0:2, 2:2) Spielbericht Stand: 0:1 | Pittsburgh Penguins Mark Johnson (28:25) Gary McAdam (34:47) Mark Johnson (43:10) Gregg Sheppard (59:24) | Boston Garden, Boston, Massachusetts Zuschauer: 9.725 |

| 10. April 1980 | Boston Bruins Rick Middleton (21:42) Don Marcotte (30:38) Brad Park (31:21) Wayne Cashman (51:15) | 4:1 (0:0, 3:0, 1:1) Spielbericht Stand: 1:1 | Pittsburgh Penguins Rod Schutt (52:16) | Boston Garden, Boston, Massachusetts Zuschauer: 11.677 |

| 12. April 1980 | Pittsburgh Penguins Ross Lonsberry (13:28) Ross Lonsberry (21:17) Randy Carlyle (36:37) Rod Schutt (53:51) | 4:1 (1:0, 2:0, 1:1) Spielbericht Stand: 2:1 | Boston Bruins Rick Middleton (43:48) | Civic Arena, Pittsburgh, Pennsylvania Zuschauer: 13.507 |

| 13. April 1980 | Pittsburgh Penguins Rick Kehoe (46:43) Ron Stackhouse (54:40) Rick Kehoe (54:47) | 3:8 (0:5, 0:2, 3:1) Spielbericht Stand: 2:2 | Boston Bruins Peter McNab (5:13) Rick Middleton (6:42) Ray Bourque (13:26) Peter McNab (16:00) Craig MacTavish (18:09) Bob Miller (26:31) Dwight Foster (30:08) Dwight Foster (56:45) | Civic Arena, Pittsburgh, Pennsylvania Zuschauer: 13.394 |

| 14. April 1980 | Boston Bruins Peter McNab (3:49) Bob Miller (4:57) Dwight Foster (25:22) Wayne Cashman (30:20) Terry O’Reilly (46:25) Brad Park (54:22) | 6:2 (2:0, 2:0, 2:2) Spielbericht Stand: 3:2 | Pittsburgh Penguins Bob Stewart (43:18) Nick Libett (56:10) | Boston Garden, Boston, Massachusetts Zuschauer: 10.952 |

### (5) New York Islanders – (12) Los Angeles Kings
| 8. April 1980 | New York Islanders Bryan Trottier (5:46) Wayne Merrick (18:07) Bryan Trottier (24:30) Mike Bossy (30:19) Bob Nystrom (31:29) Gord Lane (34:14) Bryan Trottier (39:20) Stefan Persson (42:15) | 8:1 (2:0, 5:0, 1:1) Spielbericht Stand: 1:0 | Los Angeles Kings Rob Palmer (59:20) | Nassau Veterans Memorial Coliseum, Uniondale, New York Zuschauer: 13.862 |

| 9. April 1980 | New York Islanders Bob Bourne (35:49) John Tonelli (36:55) Garry Howatt (47:28) | 3:6 (0:4, 2:2, 1:0) Spielbericht Stand: 1:1 | Los Angeles Kings Mike Murphy (5:54) Dave Taylor (13:59) Glenn Goldup (15:21) André St. Laurent (18:31) Dave Taylor (24:00) Steve Carlson (31:59) | Nassau Veterans Memorial Coliseum, Uniondale, New York Zuschauer: 14.047 |

| 11. April 1980 | Los Angeles Kings Mark Hardy (1:31) Charlie Simmer (6:42) Charlie Simmer (30:47) | 3:4 n. V. (2:1, 1:0, 0:2, 0:1) Spielbericht Stand: 1:2 | New York Islanders Bob Bourne (3:47) Clark Gillies (43:22) Butch Goring (46:34) Ken Morrow (66:55) | The Forum, Inglewood, Kalifornien Zuschauer: 11.690 |

| 12. April 1980 | Los Angeles Kings | 0:6 (0:1, 0:1, 0:4) Spielbericht Stand: 1:3 | New York Islanders Garry Howatt (15:05) Bob Bourne (29:27) Alex McKendry (41:46) John Tonelli (45:22) Butch Goring (46:17) Alex McKendry (50:15) | The Forum, Inglewood, Kalifornien Zuschauer: 11.089 |

### (6) Minnesota North Stars – (11) Toronto Maple Leafs
| 8. April 1980 | Minnesota North Stars Steve Payne (2:17) Gary Sargent (19:51) Curt Giles (31:35) Steve Payne (35:47) Mike Eaves (44:47) Steve Christoff (55:41) | 6:3 (2:2, 2:0, 2:1) Spielbericht Stand: 1:0 | Toronto Maple Leafs Laurie Boschman (10:37) Ron Wilson (15:51) Rick Vaive (53:03) | Metropolitan Sports Center, Bloomington, Minnesota Zuschauer: 13.073 |

| 9. April 1980 | Minnesota North Stars Craig Hartsburg (15:49) Al MacAdam (24:31) Gary Sargent (31:14) Tim Young (37:00) Tom McCarthy (52:36) Al MacAdam (53:12) Mike Polich (58:31) | 7:2 (1:0, 3:0, 3:2) Spielbericht Stand: 2:0 | Toronto Maple Leafs Terry Martin (45:16) Darryl Sittler (49:15) | Metropolitan Sports Center, Bloomington, Minnesota Zuschauer: 15.400 |

| 11. April 1980 | Toronto Maple Leafs Terry Martin (11:51) Börje Salming (28:14) John Anderson (54:47) | 3:4 n. V. (1:1, 1:0, 1:2, 0:1) Spielbericht Stand: 0:3 | Minnesota North Stars Steve Christoff (3:08) Tom McCarthy (41:04) Steve Christoff (44:25) Al MacAdam (60:32) | Maple Leaf Gardens, Toronto, Ontario Zuschauer: 16.458 |

### (7) Chicago Black Hawks – (10) St. Louis Blues
| 8. April 1980 | Chicago Black Hawks Grant Mulvey (3:39) Ted Bulley (54:10) Doug Lecuyer (72:34) | 3:2 n. V. (1:0, 0:1, 1:1, 1:0) Spielbericht Stand: 1:0 | St. Louis Blues Larry Patey (25:53) Wayne Babych (54:42) | Chicago Stadium, Chicago, Illinois Zuschauer: 13.846 |

| 9. April 1980 | Chicago Black Hawks Doug Wilson (0:23) Ron Sedlbauer (12:46) Tom Lysiak (41:16) Doug Wilson (55:23) Ted Bulley (59:04) | 5:1 (2:0, 0:1, 3:0) Spielbericht Stand: 2:0 | St. Louis Blues Perry Turnbull (33:40) | Chicago Stadium, Chicago, Illinois Zuschauer: 15.347 |

| 11. April 1980 | St. Louis Blues Bernie Federko (55:37) | 1:4 (0:1, 0:1, 1:2) Spielbericht Stand: 0:3 | Chicago Black Hawks Doug Lecuyer (3:46) Darryl Sutter (23:29) Bob Murray (54:57) Doug Lecuyer (56:35) | The Checkerdome, St. Louis, Missouri Zuschauer: 15.179 |

### (8) New York Rangers – (9) Atlanta Flames
| 8. April 1980 | New York Rangers Steve Vickers (48:14) Steve Vickers (60:33) | 2:1 n. V. (0:0, 0:1, 1:0, 1:0) Spielbericht Stand: 1:0 | Atlanta Flames Don Lever (24:57) | Madison Square Garden, New York City, New York Zuschauer: 17.378 |

| 9. April 1980 | New York Rangers Phil Esposito (3:02) Anders Hedberg (6:32) Dave Maloney (12:33) Phil Esposito (14:32) Warren Miller (55:18) | 5:1 (4:0, 0:0, 1:1) Spielbericht Stand: 2:0 | Atlanta Flames Willi Plett (49:05) | Madison Square Garden, New York City, New York Zuschauer: 17.376 |

| 11. April 1980 | Atlanta Flames Bob Murdoch (14:56) Ken Houston (23:34) Eric Vail (25:47) Eric Vail (36:15) | 4:2 (1:1, 3:1, 0:0) Spielbericht Stand: 1:2 | New York Rangers Dave Maloney (13:11) Anders Hedberg (24:07) | Omni Coliseum, Atlanta, Georgia Zuschauer: 11.495 |

| 12. April 1980 | Atlanta Flames Eric Vail (9:07) Guy Chouinard (48:14) | 2:5 (1:3, 0:1, 1:1) Spielbericht Stand: 1:3 | New York Rangers Anders Hedberg (1:58) Dean Talafous (6:09) Ed Hospodar (6:43) Carol Vadnais (24:10) Barry Beck (53:23) | Omni Coliseum, Atlanta, Georgia Zuschauer: 12.103 |

## Viertelfinale

### (1) Philadelphia Flyers – (8) New York Rangers
| 16. April 1980 | Philadelphia Flyers Rick MacLeish (4:49) Behn Wilson (45:44) | 2:1 (1:0, 0:0, 1:1) Spielbericht Stand: 1:0 | New York Rangers Ray Markham (43:47) | The Spectrum, Philadelphia, Pennsylvania Zuschauer: 17.077 |

| 17. April 1980 | Philadelphia Flyers Paul Holmgren (30:25) Bill Barber (30:39) Rick MacLeish (54:26) Reggie Leach (58:32) | 4:1 (0:0, 2:0, 2:1) Spielbericht Stand: 2:0 | New York Rangers Ron Duguay (54:41) | The Spectrum, Philadelphia, Pennsylvania Zuschauer: 17.077 |

| 19. April 1980 | New York Rangers | 0:3 (0:1, 0:0, 0:2) Spielbericht Stand: 0:3 | Philadelphia Flyers Bob Dailey (8:39) Bill Barber (44:16) Rick MacLeish (49:43) | Madison Square Garden, New York City, New York Zuschauer: 17.374 |

| 20. April 1980 | New York Rangers Ron Duguay (5:05) Ron Duguay (25:02) Phil Esposito (29:26) Ron Duguay (45:42) | 4:2 (1:1, 2:0, 1:1) Spielbericht Stand: 1:3 | Philadelphia Flyers Rick MacLeish (13:10) Reggie Leach (55:32) | Madison Square Garden, New York City, New York Zuschauer: 17.368 |

| 22. April 1980 | Philadelphia Flyers Al Hill (19:03) Behn Wilson (25:09) Paul Holmgren (28:24) | 3:1 (1:0, 2:0, 0:1) Spielbericht Stand: 4:1 | New York Rangers Ron Duguay (54:27) | The Spectrum, Philadelphia, Pennsylvania Zuschauer: 17.077 |

### (2) Buffalo Sabres – (7) Chicago Black Hawks
| 16. April 1980 | Buffalo Sabres John Van Boxmeer (12:09) Gilbert Perreault (18:24) Danny Gare (31:32) Bob Mongrain (32:08) Rick Dudley (59:40) | 5:0 (2:0, 2:0, 1:0) Spielbericht Stand: 1:0 | Chicago Black Hawks | Buffalo Memorial Auditorium, Buffalo, New York Zuschauer: 16.433 |

| 17. April 1980 | Buffalo Sabres Danny Gare (8:48) Ric Seiling (13:17) Don Luce (26:31) Ric Seiling (31:22) Danny Gare (35:20) Rick Martin (56:24) | 6:4 (2:1, 3:2, 1:1) Spielbericht Stand: 2:0 | Chicago Black Hawks Tom Lysiak (18:24) Tom Lysiak (23:49) Doug Lecuyer (37:06) Darryl Sutter (42:09) | Buffalo Memorial Auditorium, Buffalo, New York Zuschauer: 16.433 |

| 19. April 1980 | Chicago Black Hawks Darryl Sutter (34:11) | 1:2 (0:2, 1:0, 0:0) Spielbericht Stand: 0:3 | Buffalo Sabres Ric Seiling (3:53) Rick Dudley (5:37) | Chicago Stadium, Chicago, Illinois Zuschauer: 16.956 |

| 20. April 1980 | Chicago Black Hawks Bob Murray (13:26) Tom Lysiak (29:55) | 2:3 (1:0, 1:1, 0:2) Spielbericht Stand: 0:4 | Buffalo Sabres John Van Boxmeer (39:32) Rick Martin (48:47) Gilbert Perreault (56:54) | Chicago Stadium, Chicago, Illinois Zuschauer: 14.770 |

### (3) Canadiens de Montréal – (6) Minnesota North Stars
| 16. April 1980 | Canadiens de Montréal | 0:3 (0:0, 0:0, 0:3) Spielbericht Stand: 0:1 | Minnesota North Stars Kent-Erik Andersson (42:51) Steve Payne (55:13) Al MacAdam (56:52) | Forum de Montréal, Montréal, Québec |

| 17. April 1980 | Canadiens de Montréal Yvon Lambert (25:27) | 1:4 (0:1, 1:1, 0:2) Spielbericht Stand: 0:2 | Minnesota North Stars Tom McCarthy (19:11) Steve Payne (24:18) Steve Payne (43:45) Curt Giles (50:02) | Forum de Montréal, Montréal, Québec Zuschauer: 16.156 |

| 19. April 1980 | Minnesota North Stars | 0:5 (0:2, 0:2, 0:1) Spielbericht Stand: 2:1 | Canadiens de Montréal Normand Dupont (12:49) Doug Jarvis (16:27) Doug Jarvis (25:43) Rod Langway (37:39) Pierre Larouche (42:45) | Metropolitan Sports Center, Bloomington, Minnesota Zuschauer: 15.820 |

| 20. April 1980 | Minnesota North Stars Steve Christoff (44:15) | 1:5 (0:1, 0:1, 1:3) Spielbericht Stand: 2:2 | Canadiens de Montréal Réjean Houle (6:33) Steve Shutt (33:34) Réjean Houle (47:15) Yvon Lambert (51:40) Rod Langway (59:32) | Metropolitan Sports Center, Bloomington, Minnesota Zuschauer: 15.708 |

| 22. April 1980 | Canadiens de Montréal Steve Shutt (9:23) Pierre Mondou (14:51) Steve Shutt (28:43) Doug Jarvis (44:15) Brian Engblom (50:28) Steve Shutt (55:07) | 6:2 (2:1, 1:1, 3:0) Spielbericht Stand: 3:2 | Minnesota North Stars Steve Christoff (11:32) Al MacAdam (25:28) | Forum de Montréal, Montréal, Québec Zuschauer: 16.312 |

| 24. April 1980 | Minnesota North Stars Steve Christoff (25:22) Kent-Erik Andersson (30:29) Paul Shmyr (33:20) Bobby Smith (33:47) Glen Sharpley (39:16) | 5:2 (0:1, 5:0, 0:1) Spielbericht Stand: 3:3 | Canadiens de Montréal Mark Napier (5:23) Rick Chartraw (45:08) | Metropolitan Sports Center, Bloomington, Minnesota Zuschauer: 13.829 |

| 27. April 1980 | Canadiens de Montréal Mark Napier (9:12) Rod Langway (45:23) | 2:3 (1:1, 0:1, 1:1) Spielbericht Stand: 3:4 | Minnesota North Stars Tom Younghans (14:43) Craig Hartsburg (36:46) Al MacAdam (58:34) | Forum de Montréal, Montréal, Québec Zuschauer: 17.465 |

### (4) Boston Bruins – (5) New York Islanders
| 16. April 1980 | Boston Bruins Peter McNab (40:51) | 1:2 n. V. (0:0, 0:0, 1:1, 0:1) Spielbericht Stand: 0:1 | New York Islanders Garry Howatt (43:49) Clark Gillies (61:02) | Boston Garden, Boston, Massachusetts Zuschauer: 10.910 |

| 17. April 1980 | Boston Bruins Rick Smith (21:32) Brad McCrimmon (32:00) Brad Park (36:55) Bob Miller (50:51) | 4:5 n. V. (0:1, 3:2, 1:1, 0:1) Spielbericht Stand: 0:2 | New York Islanders Bryan Trottier (16:08) John Tonelli (30:40) Lorne Henning (34:33) Bob Nystrom (51:06) Bob Bourne (61:24) | Boston Garden, Boston, Massachusetts Zuschauer: 13.134 |

| 19. April 1980 | New York Islanders John Tonelli (12:16) Bryan Trottier (17:08) Bob Bourne (26:57) Bob Nystrom (35:54) Bryan Trottier (44:51) | 5:3 (2:1, 2:1, 1:1) Spielbericht Stand: 3:0 | Boston Bruins Don Marcotte (9:52) Peter McNab (29:48) Peter McNab (52:15) | Nassau Veterans Memorial Coliseum, Uniondale, New York Zuschauer: 14.995 |

| 21. April 1980 | New York Islanders Mike Bossy (12:03) Mike Bossy (28:18) Clark Gillies (53:20) | 3:4 n. V. (1:1, 1:0, 1:2, 0:1) Spielbericht Stand: 3:1 | Boston Bruins Ray Bourque (9:21) Peter McNab (43:09) Rick Middleton (39:40) Terry O’Reilly (77:13) | Nassau Veterans Memorial Coliseum, Uniondale, New York Zuschauer: 14.995 |

| 22. April 1980 | Boston Bruins Wayne Cashman (1:31) Peter McNab (3:28) | 2:4 (2:0, 0:1, 0:3) Spielbericht Stand: 1:4 | New York Islanders Stefan Persson (37:23) Duane Sutter (42:38) Clark Gillies (45:58) Denis Potvin (54:27) | Boston Garden, Boston, Massachusetts Zuschauer: 14.673 |

## Halbfinale

### (1) Philadelphia Flyers – (6) Minnesota North Stars
| 29. April 1980 | Philadelphia Flyers Al Hill (5:23) Ken Linseman (14:54) Tom Gorence (15:36) Ken Linseman (16:40) Paul Holmgren (49:27) | 5:6 (4:3, 0:2, 1:1) Spielbericht Stand: 0:1 | Minnesota North Stars Steve Christoff (4:19) Paul Shmyr (13:20) Steve Christoff (13:59) Mike Eaves (34:04) Steve Payne (36:46) Steve Payne (47:40) | The Spectrum, Philadelphia, Pennsylvania Zuschauer: 17.077 |

| 1. Mai 1980 | Philadelphia Flyers Paul Holmgren (2:09) Bill Barber (3:20) Bobby Clarke (20:56) Bob Dailey (28:42) Brian Propp (31:27) Al Hill (56:23) Reggie Leach (59:20) | 7:0 (2:0, 3:0, 2:0) Spielbericht Stand: 1:1 | Minnesota North Stars | The Spectrum, Philadelphia, Pennsylvania Zuschauer: 17.077 |

| 4. Mai 1980 | Minnesota North Stars Tom Younghans (34:39) Tim Young (35:34) Tom McCarthy (37:27) | 3:5 (0:2, 3:2, 0:1) Spielbericht Stand: 1:2 | Philadelphia Flyers Bill Barber (15:15) Bill Barber (17:09) Mel Bridgman (21:14) Bill Barber (26:07) Bill Barber (56:34) | Metropolitan Sports Center, Bloomington, Minnesota Zuschauer: 15.705 |

| 6. Mai 1980 | Minnesota North Stars Tom McCarthy (13:18) Mike Polich (53:54) | 2:3 (1:1, 0:1, 1:1) Spielbericht Stand: 1:3 | Philadelphia Flyers Reggie Leach (16:51) Bill Barber (33:54) Bill Barber (42:43) | Metropolitan Sports Center, Bloomington, Minnesota Zuschauer: 15.650 |

| 8. Mai 1980 | Philadelphia Flyers Rick MacLeish (2:23) Bill Barber (6:26) Reggie Leach (12:16) Bob Dailey (19:28) Reggie Leach (23:33) Bill Barber (26:02) Bobby Clarke (36:19) | 7:3 (4:2, 3:1, 0:0) Spielbericht Stand: 4:1 | Minnesota North Stars Craig Hartsburg (0:44) Al MacAdam (17:11) Rob Flockhart (34:43) | The Spectrum, Philadelphia, Pennsylvania Zuschauer: 17.077 |

### (2) Buffalo Sabres – (5) New York Islanders
| 29. April 1980 | Buffalo Sabres Rick Dudley (5:23) | 1:4 (1:2, 0:1, 0:1) Spielbericht Stand: 0:1 | New York Islanders Bob Bourne (13:09) Mike Bossy (17:42) John Tonelli (29:56) John Tonelli (51:10) | Buffalo Memorial Auditorium, Buffalo, New York Zuschauer: 16.433 |

| 1. Mai 1980 | Buffalo Sabres André Savard (51:47) | 1:2 n. V. (0:0, 0:1, 1:0, 0:0, 0:1) Spielbericht Stand: 0:2 | New York Islanders Butch Goring (35:02) Bob Nystrom (81:20) | Buffalo Memorial Auditorium, Buffalo, New York Zuschauer: 16.433 |

| 3. Mai 1980 | New York Islanders Mike Bossy (5:14) Wayne Merrick (12:47) Bryan Trottier (28:57) Bryan Trottier (38:26) Lorne Henning (42:59) Bob Bourne (47:47) Butch Goring (59:38) | 7:4 (2:1, 2:1, 3:2) Spielbericht Stand: 3:0 | Buffalo Sabres Tony McKegney (19:28) Gilbert Perreault (28:12) Derek Smith (50:11) Lindy Ruff (51:09) | Nassau Veterans Memorial Coliseum, Uniondale, New York Zuschauer: 14.995 |

| 6. Mai 1980 | New York Islanders Bob Bourne (8:52) Bob Bourne (19:13) Bob Nystrom (23:28) Bob Nystrom (41:51) | 4:7 (2:1, 1:4, 1:2) Spielbericht Stand: 3:1 | Buffalo Sabres Don Luce (16:14) Derek Smith (27:21) Gilbert Perreault (29:29) Gilbert Perreault (31:10) Derek Smith (39:30) Tony McKegney (52:14) Gilbert Perreault (59:47) | Nassau Veterans Memorial Coliseum, Uniondale, New York Zuschauer: 14.995 |

| 8. Mai 1980 | Buffalo Sabres John Van Boxmeer (1:52) Richie Dunn (34:45) | 2:0 (1:0, 1:0, 0:0) Spielbericht Stand: 2:3 | New York Islanders | Buffalo Memorial Auditorium, Buffalo, New York Zuschauer: 16.433 |

| 10. Mai 1980 | New York Islanders John Tonelli (8:08) Mike Bossy (20:31) Bob Lorimer (31:11) Duane Sutter (51:50) Bob Bourne (59:00) | 5:2 (1:2, 2:0, 2:0) Spielbericht Stand: 4:2 | Buffalo Sabres Gilbert Perreault (2:26) Gilbert Perreault (6:53) | Nassau Veterans Memorial Coliseum, Uniondale, New York Zuschauer: 14.995 |

## Stanley-Cup-Finale

### (1) Philadelphia Flyers – (5) New York Islanders
| 13. Mai 1980 | Philadelphia Flyers Mel Bridgman (10:31) Bobby Clarke (37:08) Rick MacLeish (53:10) | 3:4 n. V. (1:1, 1:1, 1:1, 0:1) Spielbericht Stand: 0:1 | New York Islanders Mike Bossy (12:02) Denis Potvin (22:20) Stefan Persson (56:18) Denis Potvin (64:07) | The Spectrum, Philadelphia, Pennsylvania Zuschauer: 17.077 |

| 15. Mai 1980 | Philadelphia Flyers Paul Holmgren (7:22) Bob Kelly (8:37) Bobby Clarke (17:23) Bill Barber (21:06) Paul Holmgren (24:13) Brian Propp (35:47) Tom Gorence (41:40) Paul Holmgren (44:19) | 8:3 (3:1, 3:1, 2:1) Spielbericht Stand: 1:1 | New York Islanders Butch Goring (3:23) Bryan Trottier (23:28) Butch Goring (55:00) | The Spectrum, Philadelphia, Pennsylvania Zuschauer: 17.077 |

| 17. Mai 1980 | New York Islanders Lorne Henning (2:38) Denis Potvin (7:43) Bryan Trottier (13:04) Mike Bossy (14:29) Clark Gillies (35:41) Denis Potvin (37:25) | 6:2 (4:0, 2:0, 0:2) Spielbericht Stand: 2:1 | Philadelphia Flyers Bobby Clarke (49:48) Mike Busniuk (51:32) | Nassau Veterans Memorial Coliseum, Uniondale, New York Zuschauer: 14.995 |

| 19. Mai 1980 | New York Islanders Mike Bossy (7:23) Butch Goring (13:06) Bryan Trottier (46:06) Bob Nystrom (52:35) Clark Gillies (54:08) | 5:2 (2:0, 0:1, 3:1) Spielbericht Stand: 3:1 | Philadelphia Flyers John Paddock (21:35) Ken Linseman (51:53) | Nassau Veterans Memorial Coliseum, Uniondale, New York Zuschauer: 14.995 |

| 22. Mai 1980 | Philadelphia Flyers Bobby Clarke (21:45) Rick MacLeish (25:55) Mike Busniuk (37:04) Rick MacLeish (49:43) Brian Propp (52:33) Paul Holmgren (57:26) | 6:3 (0:1, 3:1, 3:1) Spielbericht Stand: 2:3 | New York Islanders Stefan Persson (10:58) Bryan Trottier (36:16) Stefan Persson (54:57) | The Spectrum, Philadelphia, Pennsylvania Zuschauer: 17.077 |

| 24. Mai 1980 | New York Islanders Denis Potvin (11:56) Duane Sutter (14:08) Mike Bossy (27:34) Bob Nystrom (39:46) Bob Nystrom (67:11) | 5:4 n. V. (2:2, 2:0, 0:2, 1:0) Spielbericht Stand: 4:2 | Philadelphia Flyers Reggie Leach (7:21) Brian Propp (18:58) Bob Dailey (41:47) John Paddock (46:02) | Nassau Veterans Memorial Coliseum, Uniondale, New York Zuschauer: 14.995 |

### Stanley-Cup-Sieger
| Stanley-Cup-Sieger New York Islanders | Torhüter: Glenn Resch, Billy Smith Verteidiger: Gord Lane, Dave Langevin, Bob Lorimer, Ken Morrow, Stefan Persson, Denis Potvin (C), Jean Potvin Angreifer: Mike Bossy, Bob Bourne, Clark Gillies, Butch Goring, Lorne Henning, Garry Howatt, Anders Kallur, Alex McKendry, Wayne Merrick, Bob Nystrom, Duane Sutter, Steve Tambellini, John Tonelli, Bryan Trottier Cheftrainer: Al Arbour General Manager: Bill Torrey |

## Beste Scorer
Abkürzungen: GP = Spiele, G = Tore, A = Assists, Pts = Punkte, +/− = Plus/Minus, PIM = Strafminuten; Fett: Bestwert
| Spieler           | Team         | GP | G  | A  | Pts | +/− | PIM |
| ----------------- | ------------ | -- | -- | -- | --- | --- | --- |
| Bryan Trottier    | NY Islanders | 21 | 12 | 17 | 29  | +8  | 16  |
| Mike Bossy        | NY Islanders | 16 | 10 | 13 | 23  | −4  | 8   |
| Ken Linseman      | Philadelphia | 17 | 4  | 18 | 22  | +13 | 40  |
| Bill Barber       | Philadelphia | 19 | 12 | 9  | 21  | +10 | 23  |
| Gilbert Perreault | Buffalo      | 14 | 10 | 11 | 21  | +3  | 8   |
| Paul Holmgren     | Philadelphia | 18 | 10 | 10 | 20  | +15 | 47  |
| Bobby Clarke      | Philadelphia | 19 | 8  | 12 | 20  | +10 | 16  |
| Bob Bourne        | NY Islanders | 21 | 10 | 10 | 20  | +2  | 10  |
| Butch Goring      | NY Islanders | 21 | 7  | 12 | 19  | +8  | 2   |
| Denis Potvin      | NY Islanders | 21 | 6  | 13 | 19  | +10 | 24  |

André Dupont von den Philadelphia Flyers erreichte die beste Plus/Minus-Statistik mit einem Wert von +21.

## Beste Torhüter
Die kombinierte Tabelle zeigt die jeweils drei besten Torhüter in den Kategorien Gegentorschnitt und Fangquote sowie die jeweils Führenden in den Kategorien Shutouts und Siege.
Abkürzungen: GP = Spiele, Min = Eiszeit (in Minuten), W = Siege, L = Niederlagen, GA = Gegentore, SO = Shutouts, Sv% = gehaltene Schüsse (in %), GAA = Gegentorschnitt; Fett: Bestwert; Sortiert nach Gegentorschnitt.
 Erfasst werden nur Torhüter mit 180 absolvierten Spielminuten.
| Spieler         | Team         | GP | Min     | W  | L | GA | SO | Sv%  | GAA  |
| --------------- | ------------ | -- | ------- | -- | - | -- | -- | ---- | ---- |
| Bob Sauvé       | Buffalo      | 8  | 499:19  | 6  | 2 | 17 | 2  | 92,6 | 2,04 |
| Michel Larocque | Montréal     | 5  | 300:27  | 4  | 1 | 11 | 1  | 92,3 | 2,20 |
| Tony Esposito   | Chicago      | 6  | 370:00  | 3  | 3 | 14 | 0  | 92,4 | 2,27 |
| John Davidson   | NY Rangers   | 9  | 536:35  | 4  | 5 | 21 | 0  | 92,7 | 2,35 |
| Billy Smith     | NY Islanders | 20 | 1198:42 | 15 | 4 | 54 | 1  | 90,3 | 2,70 |